# Stichting Onderzoek Bedrijfs Informatie
De Stichting Onderzoek Bedrijfs Informatie (SOBI) is een stichting die schuldeisers, ondernemingsraden en aandeelhouders adviseert op het gebied van jaarrekeningen, overdracht van zeggenschap in een onderneming (zie de WOR), vorderingen op ondernemingen en dergelijke.
SOBI is ook bekend geworden om onderzoeken naar fraude bij bedrijven en tuchtklachten jegens (vermeende) falende accountants.
Jaarrekeningprocedures die SOBI heeft gevoerd bij de ondernemingskamer hebben onder andere betrekking op de bedrijven/instellingen:
- AkzoNobel
- Vie d'Or (failliet in 1995)
- Van der Hoop Bankiers (failliet in 2005)
- Schiphol
- Belgacom
- Ernst & Young
- Ahold
- KPN
- Vestia (woningcorporatie)
- Lucas Bouw B.V.

Regelmatig moesten op grond van door SOBI aangedragen onderzochte feiten jaarrekeningen van verschillende Nederlandse bedrijven of instellingen aangepast worden door gerechtelijke uitspraken.